# Sacramento
För andra betydelser, se Sacramento (olika betydelser).

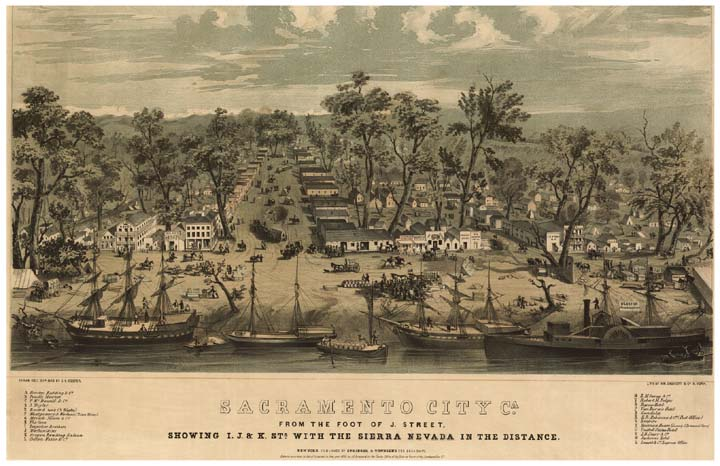
Sacramento, 1849

Sacramento (spanska 'Sakrament') är huvudstad i delstaten Kalifornien i USA. I Sacramento finns Kaliforniens delstatslegislatur, Kaliforniens guvernör och Kaliforniens högsta domstol.
Staden har en yta av 257,0 kvadratkilometer och en befolkning på cirka 500 000 invånare (2007). Av befolkningen lever cirka 20% under fattigdomsgränsen.
Staden grundades 1848 och är belägen i den centrala delen av norra Kalifornien cirka 120 kilometer nordost om San Francisco.

## Sport

### Professionella lag i de stora lagsporterna
- NBA – basketboll
  - Sacramento Kings

## Kända personer
- Joan Didion, författare och journalist
- Natalie Gulbis, golfspelare
- Kevin Kiley, politiker
- Alexis Love, porrskådespelare
- Smosh, youtube-stjärnor. Består av Ian Hecox och Anthony Padilla.
- Urijah Faber, F.D MMA Champ i WEC, Numera fightas i UFC och har även tilldelats priset nyckel till staden av borgmästaren.
- Chino Moreno, sångare i metalbandet Deftones
- Mary Whipple, roddare
- Daniel Johnston, musiker